# Kung-fu teceremoni

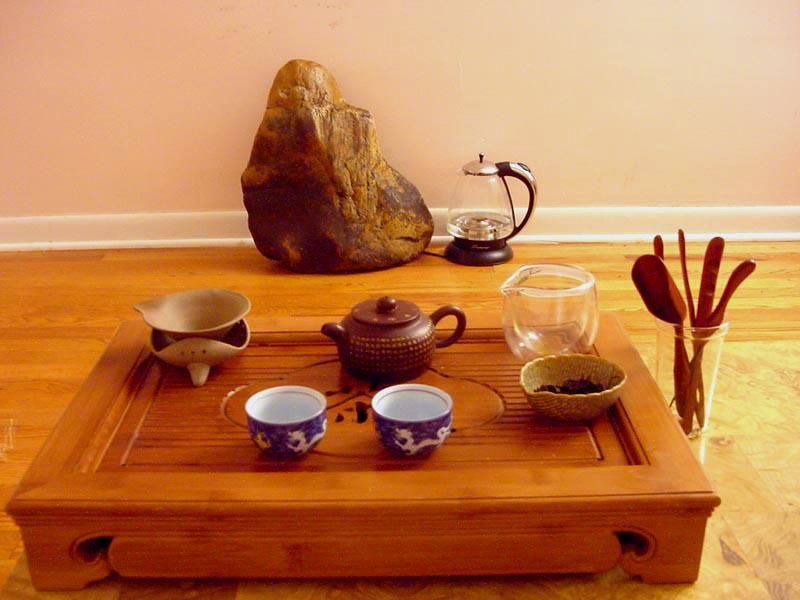
Typisk taiwanesisk Kung-fu te-uppsättning.

Kung-fu te eller Kung-fu teceremoni (功夫茶; gōngfuchá eller 工夫茶; gōngfuchá) är ett sätt att tillreda och dricka te på, som ämnar till att försöka brygga teet på bästa möjliga sätt. Kung-fu te praktiseras, med några variationer, i hela Kina. Provinser som särskiljer sig från övriga för teproduktion är exempelvis Fujian, Yunnan, Zhejiang och Guangdong, men självklart även i samtliga delar av Kina. Det som kännetecknar ceremonin är att man använder en större mängd te, men låter istället teet dra kortare tid än vid en engelsk/västerländsk bryggning. Varför man gör detta är för att undvika att extrahera en oönskad beska som ofta uppstår vid en överdrivet lång infusion. Detta kan låta oekonomiskt, men det faktum att man kan brygga te (av tillräckligt hög kvalité) mer än en gång möjliggör i slutändan en större mängd te.
Trots betoningen på ceremoni är Kung-fu te även en sorts anda där både konsumenter samt producenter anstränger sig för att göra en så njutbar kopp te som möjligt. Utöver att den som brygger teet är tvungen att sköta det, måste producenten göra sitt för att tebladen ska vara av tillräcklig hög kvalité.

## Tillvägagångssätt
Utöver en önskan att få ut så mycket som möjligt av tebladen är Kung-fu te-processen en upplevelse där samtliga sinnen stimuleras, men kanske framförallt luktsinnet och smaken, då teets karaktär ändras för varje bryggning (ofta rör sig ett te mot att bli mer och mer sött när det närmar sig sina sista infusioner). Hur många dessa är beror helt och hållet på teet. Exempelvis ett Longjing-te dras endast runt fem gånger, medan ett lagrat Bai Mu Dan-te av tillräcklig kvalité ofta kan dras upp mot tolv gånger. Trots att det är en process som inte är så beroende av bestämda variabler behöver man ofta någon form av riktlinje. Nedan visas generella rekommendationer för temperatur, antal infusioner och mängd te per mängd vatten för respektive tesort (OBS: dessa varierar självklart mellan olika teer inom de olika tetyperna, men en stor del av Kung-fu te är att försöka ta reda på hur man brygger ett visst te bäst):
| Tesort                                | Temperatur | Antal infusioner | Mängd te per 100 ml |
| ------------------------------------- | ---------- | ---------------- | ------------------- |
| Vitt                                  | 85-95°C    | ~5               | ca 4 g              |
| Lagrat Vitt                           | 90-95°C    | ~11              | ca 4 g              |
| Gult                                  | 75-80°C    | ~5               | ca 3.5 g            |
| Grönt                                 | 70-85°C    | ~5               | ca 3.5 g            |
| Grönt Oolong                          | 80-90°C    | ~10              | ca 6 g              |
| Wuyi Yancha, Dan Cong (Rostat Oolong) | 90-99°C    | ~9               | ca 5 g              |
| Sk. Svart (kallas för Rött i Kina)    | 90-95°C    | ~8               | ca 4 g              |
| Färskt/Grönt Pu'er-te                 | 95-100°C   | ~10+             | ca 5-6 g            |
| Färdigt Pu'er-te                      | 95-100°C   | ~10+             | ca 5-6 g            |

Där den västerländska tillredningen ofta skiljer sig mest från Kung-fu te är gällande temperaturerna. Allt för ofta kokas vattnet vilket, i kombination med den långa infusionstiden, resulterar i en onödigt besk dryck pga brända samt överbryggda teblad.

### Gaiwan

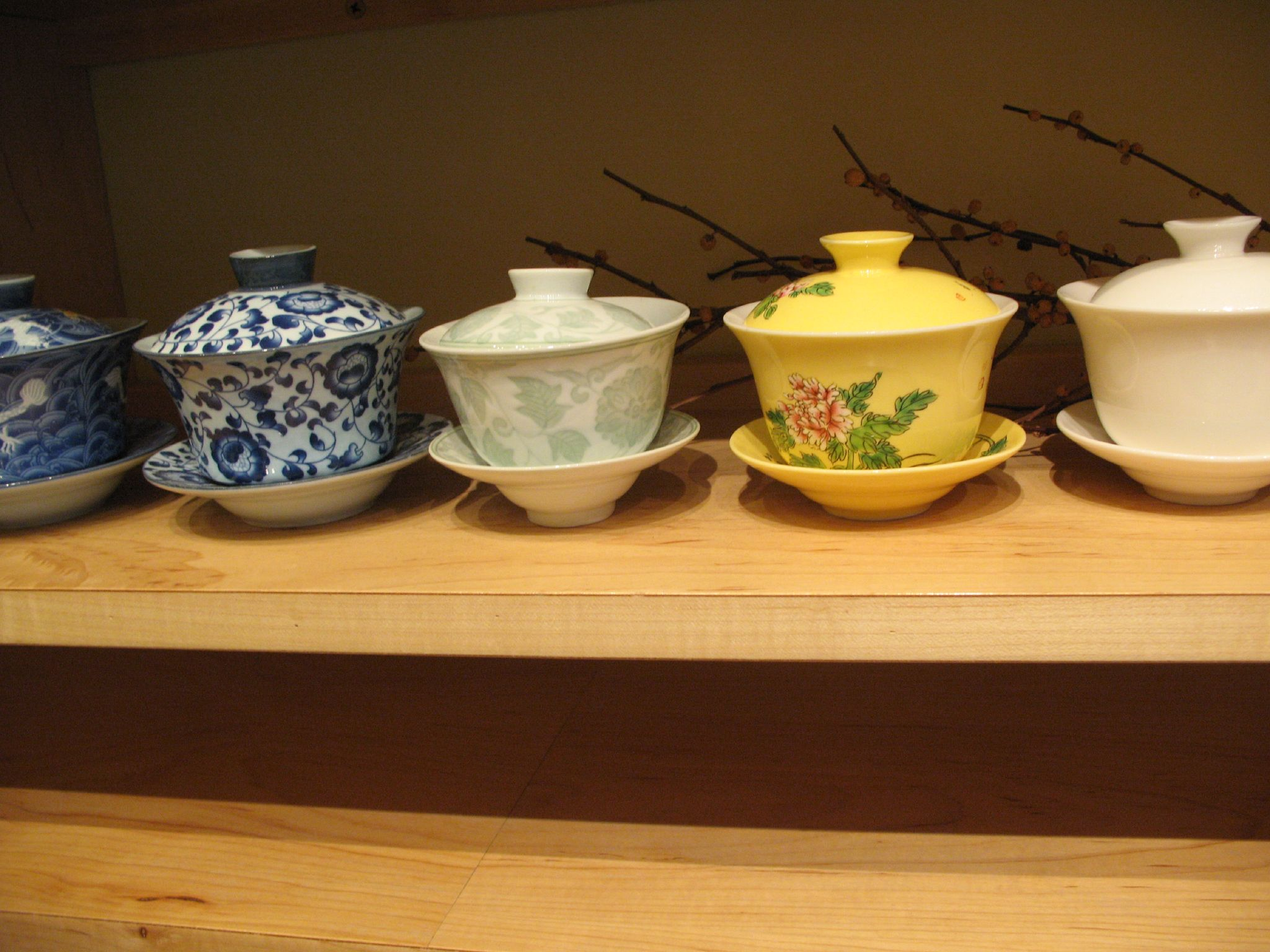
Ett flertal Gaiwan i porslin målade i olika mönster och färger.

Ett av de vanligaste donen för att brygga Kung-fu te är en Gaiwan (盖碗)(ofta översatt till svenska som "skål med lock"). Det består av en skål (ofta i porslin) med ett fat och ett lock. Ursprungligen fanns det inget fat till donet, vilket senare tillkom. Många använder en gaiwan pga dess stora användningsområden och stora möjligheter till att anpassa infusionen.
För att använda en Gaiwan värmer man först upp porslinet genom att hälla varmt vatten i det, för att sedan hälla ut det. Efter detta läggs tebladen i, som genom uppvärmningen gör att det torra bladets aromer lättare kan upptäckas. Efter detta häller man i ytterligare med vatten tills porslinsskålen nästan är full. Då tar man locket och placerar det på skålen med en liten lutning för att se till att vattnet kan komma ut, medan tebladen stannar kvar i skålen. För att hälla av placerar man då tummen och långfingret på varsin kant om skålen medan pekfingret vilar på det lilla handtaget på locket för att se till att det inte ramlar av. Efter detta plockar man upp både skål och lock och häller sedan över det bryggda teet i en kanna som vanligtvis används vid en Kung-fu teceremoni: en Gong Dao Bei.

### Lerkannor
Utöver Gaiwan används även mindre tekannor gjorda av olika slags lera. Yixingkannor, Nixingkannor, Chaozhoukannor, Jianshuikannor, osv. Ofta använder man dessa oglaserade för att nyttja mineralerna i leran för att få fram en annan smak på teet man brygger. Praxis är att dedikera en lerkanna åt en typ av te (se indelning ovan) för att man vanligtvis skapar en patina och en smakprofil för varje tekanna som sedan gör att teet som bryggs får tillbaka av detta. Dessa typer av kannor nästan huvudsakligen åt oolong-teer, svarta teer samt pu'er-teer vilka brygger bättre vid den högre temperatur som kannorna ofta kan erbjuda.
Vidare används i vissa fall leran från ett visst område till teet som produceras i samma område. Exempelvis chaozhoulera produceras i Gouangdongprovinsen där Dan Cong-teer tillverkas. Man anser att eftersom mineralerna i marken är desamma resulterar det i en bättre matchning mellan lera och te.

### Gong Dao Bei
En Gong dao bei är en sorts kanna som ofta används inom Kung-fu te. Lättast är att jämföra denna med västvärldens teservis mjölkanna, i och med att de är någorlunda lika i storlek och kapacitet. En Gong dao bei används för att jämna ut teet som bryggs. Om man skulle hälla upp teet direkt i koppar ur en gaiwan/tekanna skulle den första koppen ha en svagare dryck än den som det hälls up sist i. Om man istället häller upp teet i en Gong dao bei direkt och sedan i koppar försäkrar man sig om att samtliga koppar får samma styrka på teet.

## Formalitet
Till skillnad från den mycket mer ritualiserade japanska teceremonin, chanoyu (茶の湯), är den kinesiska vanligen en informell tillställning, som i sina minst utstuderade stunder helt enkelt är ett sätt att skapa en dryck på ett så korrekt sätt som möjligt, som ger en så bra dryck som möjligt.